# Maurizio Minghella
Maurizio Minghella (Genova, 16 luglio 1958) è un serial killer italiano, condannato a un ergastolo per l'omicidio di Tina Motoc, a cui sono stati aggiunti circa altri 200 anni di carcere per aver commesso dieci omicidi e violenze ai danni di prostitute. Questi ultimi reati sono avvenuti fra il 1997 e il 2001 a Torino quando era in semilibertà, dopo che aveva ucciso cinque donne a Genova nel 1978. Inoltre è stato condannato per rapina, sequestro di persona e fuga dal carcere.

## Biografia
Nasce il 16 luglio 1958 a Genova con un asfissia neonatale che gli provoca fin da subito un leggero ritardo mentale. Vive nel quartiere di Bolzaneto, in val Polcevera. Quando ha sei anni, la madre si separa dal marito e inizia a crescere da sola cinque figli, compreso Maurizio. In seguito si lega ad un nuovo compagno, che picchia tutta la famiglia. Minghella comincia a covare un odio profondo per il convivente della madre, definendolo in seguito, durante il primo interrogatorio, con queste parole:
Frequenta la scuola senza riuscire a superare la seconda elementare; a 12 anni infatti frequenta ancora la prima. Dal temperamento manesco, a scuola prende i compagni per il collo e tappa loro il naso o la bocca onde impedire che gridino aiuto mentre subiscono i suoi soprusi. Lasciata la scuola si trova a fare lavoretti tra cui il piastrellista, pur continuando a rubare scooter, moto e alcune utilitarie (le uniche auto che sa guidare), come le Fiat 500 e le Fiat 850 per sfrecciare sulle strade della val Polcevera e dintorni. Donnaiolo, veniva visto sempre con ragazze diverse ed era stato soprannominato il "Travoltino della val Polcevera" per la sua passione per la discomusic. Si appassiona al pugilato, ma presto viene cacciato dalla palestra, perché picchia troppo forte.
Un episodio che avrà poi forti ripercussioni sulla sua psiche è la morte del fratello, schiantatosi in moto. Da questo episodio Minghella comincerà a sviluppare una morbosa attrazione per i morti, specialmente di giovane età.
 Riformato dal servizio di leva per disturbi psichici, sposa nel 1977 "per scommessa, per caso", come lui stesso dichiarò, la quindicenne Rosa Manfredi, dipendente dagli psicofarmaci. Il matrimonio ha comunque vita breve: Minghella è un assiduo frequentatore di prostitute, e la ragazza perde il bambino in grembo in seguito a un'overdose da farmaci. L'aborto spontaneo traumatizza ulteriormente il Minghella e la sua fragile personalità. Nel 1978 viene visitato nella clinica psichiatrica dell'Università di Genova e al test del Q.I. risulta di 70, un valore al confine tra lo spettro della normalità intellettiva e il ritardo mentale.

### I primi omicidi del 1978
Il 18 aprile 1978 uccide a Genova la prostituta eroinomane ventenne Anna Pagano, nascondendone poi il cadavere nei pressi di Trensasco, frazione di Sant'Olcese. Il cadavere della donna è ritrovato da alcuni pastori: ha la testa fracassata ed è stata seviziata con una penna a sfera conficcata nell'ano. Minghella tenta di depistare le indagini scrivendo sul corpo "Brigate Rose", anziché "Brigate Rosse", commettendo quindi un errore di ortografia, ma la polizia si accorge subito del depistaggio. Con le stesse modalità, l’8 luglio uccide Giuseppina Jerardi a Genova, nascondendone poi il cadavere in un'auto rubata e abbandonata.
Il 18 luglio uccide Maria Catena "Tina" Alba di 14 anni, che viene trovata nuda a Valbrevenna il giorno successivo, il corpo legato con una specie di garrota ad un albero: l'assassino ha simulato il suicidio per impiccagione della Alba, orchestrando un goffo depistaggio, presto scoperto. "Tina" è stata violentata, sodomizzata e strangolata. Inizialmente viene arrestato per l'omicidio il delinquente comune Gianni Lamparelli, un ex fidanzato della Alba con cui la vittima aveva avuto screzi dopo la fine della loro relazione e che in precedenza aveva tentato di instradarla alla prostituzione, ma il successivo omicidio (quello di Maria Strambelli) farà cadere definitivamente i sospetti su di lui.
Il 22 agosto, dopo una notte in discoteca, uccide Maria Strambelli di 21 anni, commessa di origine barese, il cui corpo viene trovato a 3 giorni dalla scomparsa nella periferia di Genova. L'ultima vittima accertata di questa prima parentesi omicida di Minghella è Wanda Scerra di 19 anni,  e scomparsa il 28 novembre. Il cadavere viene scoperto nella scarpata che costeggia la ferrovia Genova-Milano nei pressi di Genova. La vittima è stata violentata e strangolata.
Tutte e 5 le ragazze uccise nel 1978, nel momento della loro morte, si trovavano nel periodo mestruale. Minghella dichiarerà, una volta arrestato, di essere ossessionato dal sangue delle mestruazioni e di essere preda di un impulso omicida incontrollabile alla visione di tale flusso ematico.

### L'arresto del 1978, il processo e il carcere fino al 1995
Minghella viene arrestato e la notte tra il 5 e il 6 dicembre, confessa l'uccisione della Strambelli e della Scerra, ma nega le responsabilità degli altri omicidi. Viene richiesta una perizia calligrafica tra la calligrafia di Minghella e il tentativo di depistaggio ritrovato sul corpo di Anna Pagano. Sia la scrittura sia la penna usata per sodomizzare la vittima vengono ritenute di Minghella. Per l'omicidio di Tina Alba, viene ritrovato un paio di occhiali di Minghella sulla scena del crimine.
Il 3 aprile 1981 viene condannato dalla Corte d'Assise di Genova all'ergastolo per i 5 omicidi da scontare presso il carcere di massima sicurezza di Porto Azzurro. In carcere si è sempre proclamato innocente e negli anni ottanta anche don Andrea Gallo chiese la revisione del processo.
Nel 1995, a 37 anni, ottiene la semilibertà e viene trasferito al carcere delle Vallette di Torino. Entra nella comunità di recupero di don Ciotti, in una delle cooperative del Gruppo Abele dove lavora come falegname dalle 9 alle 17.

### Cronologia degli omicidi accertati tra il marzo 1997 e il febbraio 2001
Nel marzo 1997 uccide la prostituta Loredana Maccario di 53 anni in casa della donna in via Principe Tommaso nel quartiere torinese di San Salvario. Il 24 maggio strangola con il laccio di una tuta da ginnastica a Caselette la prostituta di 27 anni Fatima H'Didou, dopo averla picchiata e violentata. Sulla coscia della vittima viene rinvenuto un preservativo contenente tracce spermatiche. Il 14 febbraio 1998 a Rivoli, nel torinese, strangola con una sciarpa la prostituta Floreta Islami, di 29 anni.
Il 30 gennaio 1999 strangola con un foulard la prostituta, originaria di Taranto, Cosima "Gina" Guido, 67 anni, uccisa nell'appartamento dove riceveva i clienti in Largo IV Marzo, nel centro storico di Torino. La vittima viene ritrovata dal marito (che in alcune interviste si dichiarerà ignaro, prima della morte della moglie, dell'attività di prostituzione esercitata dalla stessa): è perfettamente vestita, disposta trasversalmente sul suo letto, con le gambe penzoloni e le braccia aperte. Sulle scale del pied-à-terre della donna vengono ritrovati due pezzi di carta assorbente da cucina con tracce biologiche di Minghella (la Guido era molto conosciuta nel quartiere e riceveva soprattutto clienti abituali: rari erano i clienti occasionali, come lo stesso Minghella).
Florentina "Tina" Motoc, prostituta di 20 anni, madre di una bambina di due anni che vive in Romania, viene uccisa nella notte tra il 16 e il 17 febbraio 2001. Dopo averla percossa brutalmente al volto ed al capo, Minghella ha cercato di sbarazzarsi dei suoi vestiti accendendo un piccolo falò; sul cadavere, infatti, vengono ritrovati molti segni di bruciatura compatibili con la volontà del killer di carbonizzare il corpo della donna.
È l'ultimo omicidio di Minghella: le tracce di DNA, impronte complete o parziali ritrovate nei luoghi dei delitti, la suola delle sue scarpe con abbondanti tracce di peridotite — roccia molto rara nel Torinese, ma presente in grandi quantità nel luogo in cui era stato rinvenuto il cadavere della Motoc —, le modalità simili degli omicidi e la fascia oraria in cui sono avvenuti (tutti dopo le 17, quando Minghella è fuori dal carcere in virtù dell'ottenuta semilibertà), portano la polizia ad arrestarlo.

### Il nuovo arresto e il nuovo processo
Minghella viene arrestato il 7 marzo 2001 e a casa sua vengono trovati i cellulari delle vittime con il numero di matricola cancellato; in particolare, l'assassino aveva regalato alla sua compagna, per San Valentino, il cellulare sottratto a Tina Motoc il giorno del suo omicidio. Il cellulare di Minghella viene inoltre rintracciato nella zona dove si trovava la Motoc la sera del delitto. Condotto nel carcere delle Vallette, nella primavera 2001 tenta di evadere fuggendo dalla lavanderia, ma riesce ad arrivare solo al primo muro di cinta.
Rinchiuso nel carcere di Biella, la mattina del 2 gennaio 2003 si fa ricoverare per dolori al petto ed al braccio sinistro nel pronto soccorso del capoluogo, riuscendo a fuggire da un bagno dello stesso. Viene arrestato alle 22 dello stesso giorno nei pressi della stazione ferroviaria.
Sospettato di dieci omicidi di prostitute, ma condannato solo per quattro di essi, il 4 aprile 2003 viene condannato dalla Corte d'Assise di Torino all'ergastolo per l'omicidio della Motoc e a 30 anni di carcere per gli omicidi di Cosima Guido e Fatima H'Didou.
Al momento è recluso in regime di 41 bis, nel carcere di Pavia.

## Influenze nella cultura di massa
Il caso di Minghella viene proposto nella seconda puntata del programma Rai Detectives - Casi risolti e irrisolti.